# 188894 Gerberlouis
188894 Gerberlouis este o planetă minoră (asteroid) din centura de asteroizi. A fost descoperită pe 15 decembrie 2006 la  de Peter Kocher. 
Obiectul prezintă o orbită caracterizată de o semiaxă mare de 2,3830225015829 UAi, o excentricitate de 0,10050622627416, o înclinație de 4,2049943028065 ° în raport cu ecliptica.